# Stanislav III. Turzo

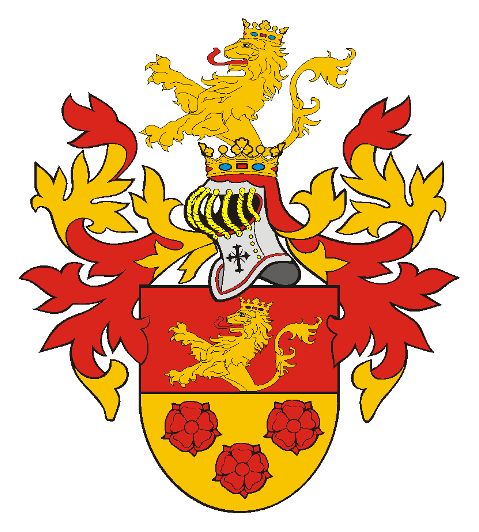
Rodový erb Turzů

Hrabě Stanislav III. Turzo z Betlanovců (maďarsky Thurzó Szaniszló, 24. července 1576, Bojnice – 1. května 1625, Levoča) byl uherský palatin a spišský župan.

## Život
Narodil se 24. července 1576 v Bojnicích jako syn Alexeje II. Turza a jeho manželky Barbory Zrinské. Stanislav získal dobré vzdělání, studoval v Augsburgu, Padově, v Benátkách a v Římě. V roce 1594, po otcově smrti, přerušil studia, převzal správu rodového majetku (panství Spiš, Bojnice a Hlohovec), ujal se úřadu spišského dědičného župana a dal se na vojenskou dráhu. Vstoupil do služeb císařské armády pod velením Matyáše Habsurského, bratra císaře Rudolfa II.
Zúčastnil se mnoha bojů proti Turkům, a to při dobývání Novohradu, v roce 1595 pod velením generála Mansfelda dobytí Ostřihomi, pak Vyšehradu a Vacova, v roce 1596 pod velením generála Mikuláše Pálfiho při pokusu o dobytí Jágru, Rábu, Taty, Pápy a Vesprému, o rok na to byl při dobývání Hatvanu a dalších hradů v okolí Solnoku, dobývání Velké Kaniže a v roce 1601 při dobytí Stoličného Bělehradu.
V roce 1603 se vzdal funkce dědičného spišského župana ve prospěch svého mladšího bratra Kryštofa, ale po jeho smrti v roce 1614 se opětovně úřadu ujal s titulem královského číšníka.
Zpočátku se staral o povznesení evangelického školství, v Hlohovci založil gymnázium a mnoho studentů vysílal na univerzitní studium do Německa. Bojnice se za jeho spravování staly v roce 1610 sídlem největší superintendantury pro Nitranskou, Tekovskou a Bratislavskou župu. S jeho jménem je spjato také konání evangelické synody v Šintavě v roce 1622.
V době nepokojů se nejprve přidal na stranu Gabriela Betlena a v Bojnicích hostil jeho posádku, ale pak přešel na stranu císaře (někde se uvádí, že pod vlivem arcibiskupa Petra Pazmaně konvertoval na katolickou víru). V roce 1622 na sněmu v Šoporni byl zvolen palatinem a v roce 1624 od krále získal právo používat červený vosk pro Spišskou stolici.
Palatin Stanislav III. Turzo z Betlanovců zemřel 1. května 1625 během léčení v Piešťanech. Pohřben byl v kapli chrámu sv. Jakuba v Levoči, kde má renesanční figurální epitaf od Jana Weinhardta.

## Manželství a rodina
Oženil se s Annou Rozálií Listovou  (Annou Rosinou Listhiusovou) z Kopčan, která vešla do povědomí jako druhá Alžběta Báthoryová – týrala a vraždila staré a mladé ženy. S ní měl 7 dětí :
- Stanislav (* 1599 ? – 24. prosinec 1627), spišský župan
- Adam (* 1600 ? – † 16. prosinec 1635), spišský župan
- Michal († 1636), spišský župan
- Pavel († jako mladý)
- Alžběta († jako mladá)
- Štěpán († jako mladý)
- Eva († 1627)

## Spisy
- Anno 1623 Stanislai Thurzo Palatini Diarum
- Diarum Tractatus